# Derecho laboral en Estados Unidos

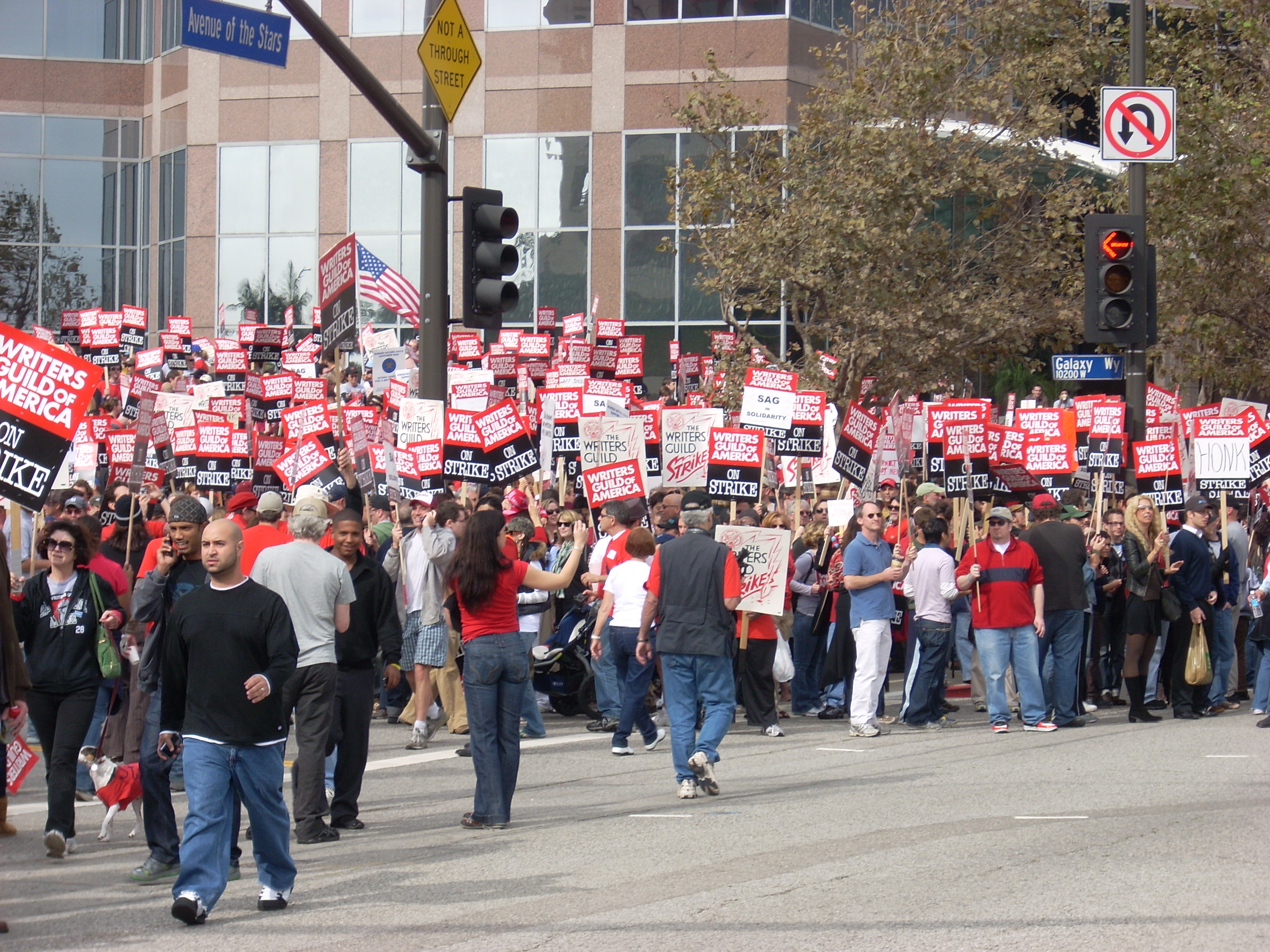
Manifestantes durante las huelgas de guionistas en Hollywood en 2007, en contra de los malos términos y condiciones en sus contratos en 2007.

El derecho laboral en Estados Unidos es una colección heterogénea de leyes federales y estatales. La ley federal no solo fija las bases que determinan los derechos de los trabajadores a sindicalizarse en el sector privado, pero también invalidan la mayor parte de las leyes locales y estatales que quieran regular esta área. La ley federal también provee de derechos más limitados a empleados del gobierno federal. Estas leyes federales, no obstante, no aplican a empleados de gobiernos estatales y municipales, agricultores o empleados domésticos; cualquier protección legal que tengan estos trabajadores proviene de la ley estatal.
El patrón es menos claro en el área de salarios y condiciones de trabajo. La ley federal establece un salario mínimo y derecho a horas extra en la mayor parte de los trabajadores tanto del sector público como el privado; la ley estatal y municipal pueden proveer derechos más abarcadores. Similarmente, la ley federal provee garantías mínimas de seguridad en el sitio de trabajo, pero permite a los estados tomar esas responsabilidades y aplicar regulaciones más estrictas. 
Finalmente, tanto la ley federal como la estatal protegen a los trabajadores de discriminación laboral. En la mayor parte de las áreas, estos dos cuerpos legales coinciden; por ejemplo, la ley federal permite que los estados promulguen sus propios estatutos que prevengan toda discriminación basada en raza, género, religión, nacionalidad y edad, en tanto y en cuanto la ley estatal no otorgue menos protecciones que lo que haría la ley federal. Por otra parte, la ley federal excluye a la mayor parte de los estatutos estatales que previnieran a los empleadores de discriminar empleados para prevenir que estos obtuvieran pensiones u otros beneficios, o de por tomar represalias contra ellos por hacer valer estos derechos.
El Congreso de los Estados Unidos no ha ratificado el Convenio de la Organización Internacional del Trabajo sobre la libertad sindical y la protección del derecho de sindicación de 1948, o el Convenio del derecho de sindicalización y negociación colectiva de 1949.

## Historia
La ley laboral en la mayoría de los Estados Unidos ha sido regida por la regla del common law de “empleo a voluntad”, por lo que una relación laboral puede ser terminada por cualquier parte en cualquier momento sin motivo alguno. Esto es aún verdad en varios estados. Sin embargo, desde 1941, una serie de leyes prohibieron ciertos despidos discriminatorios. Esto significa que en varios estados, carente una provisión contractual explícita que lo contraríe, un empleador aún puede despedir a un empleado sin motivo alguno, siempre y cuando no sea un motivo ilegal (que incluye la violación de políticas pública).
En 1941, el Decreto Ley 8802 (o Ley de Empleo Justo) se convirtió en la primera ley que prohibiera discriminación racial, aunque solo aplicaba a la industria de defensa nacional. Otras leyes posteriores incluyen el Título VII de la Ley de Derechos Civiles de 1964 (y enmiendas), el Título I de la Ley sobre Estadounidenses con Discapacidades de 1990, la Ley de Familia y Baja por Enfermedad de 1993, y una numerosa cantidad de leyes estatales con protecciones adicionales. La Ley de Derechos de Empleo Justo regula un salario mínimo y paga por horas extra a ciertos empleados que trabajen más de 40 horas semanales. Mientras trabaje, un empleado debe trabajar un mínimo de dos horas diarias. Casos de discriminación laboral en los Estados Unidos están sujetos a la jurisdicción de la Comisión para la Igualdad de Oportunidades en el Empleo (CIOE), la comisión federal responsable de que se respeten las leyes antidiscriminatorias. Una vez que un caso se presenta ante la CIOE o una agencia estatal con jurisdicción concurrente, los empleados tienen el derecho a llevar el caso a la corte con el permiso de la agencia, o en algunos casos, luego de un tiempo determinado de expiración. Los casos de ley laboral son atendidos en cortes estatales o federales, dependiendo del problema, el tamaño del empleador (la Ley de Derechos Civiles de 1964, por ejemplo, solo aplica a empleadores con 15 o más empleados), y la estrategia de litigación del demandante.
- Commonwealth v. Pullis (1806), estableció que los gremios eran conspiraciones, en la Corte Mayor de Philadelphia
- Commonwealth v. Hunt (1842), desaprobó Pullis en la Corte Suprema de Massachusetts, y estableció que los gremios no eran necesariamente criminales.

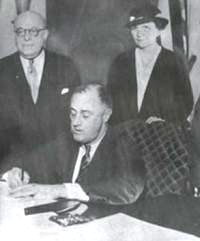
El Presidente Franklin D. Roosevelt firma la National Labor Relations Act in 1934 con el Secretario de Trabajo Frances Perkins a su derecha.

## Regulación de sindicatos y gremios
Contrario a la voluntad pública, la Ley Antitrust Sherman derivó a procesar a los sindicatos como asociaciones ilícita, pero la Sección 6 de la Ley Antitrust Clayton (1914) terminó con esta práctica al estipular que los sindicatos no deberían ser “reputados como asociaciones ilícitas o conspiraciones en limitación al comercio, bajo las leyes antitrust”.
La National Labor Relations Act (“Ley Wagner”, NLRA por sus siglas en inglés) otorga a los trabajadores del sector privado el derecho a elegir si desean ser representados por un gremio y establecen que la Junta Nacional de Relaciones Laborales (NLRB, por sus siglas en inglés) debe llevar a cabo elecciones para ese propósito. Como fue originalmente promulgada en 1935, la Ley Wagner también hacía ilegal que los empleadores discriminaran a los trabajadores por su membresía a un gremio o tomaran represalias por tomar parte en actividades sindicales u otras “actividades concernientes”, de formar “gremios de compañías”, o rehusarse a entablar convenios colectivos de trabajo con el gremio que representara a sus empleados.
La Ley Taft-Hartley (también la “Ley de Manejo de Relaciones Laborales”), promulgada en 1947, alivianó algunas de las restricciones sobre los empleadores, cambió los procesos electorales de la NLRB, y agregó un número de nuevas limitaciones a los gremios. La ley, entre otras cosas, prohibió huelgas jurisdiccionales y segundos boicots por gremios, y autoriza a los estados individuales a aprobar “leyes de derecho a trabajar”, regula la pensión y otros planes de beneficio establecidos por los gremios y dispone que las cortes federales posean jurisdicción para aplicar acuerdos de convenios colectivos de trabajo.
El Congreso de los Estados Unidos subsecuentemente tensó estas restricciones en los gremios en 1959, que también regula los asuntos internos de todos los gremios del sector privado, disponiendo estándares mínimos para los procedimientos disciplinarios internos de los gremios, control federal sobre las elecciones de los gremios para sus propios oficiales, y estándares fiduciarios para el uso de los fondos gremiales por parte de los oficiales. El Congreso entonces expandió la jurisdicción de la NLRB a instituciones de salud, con reglas únicas que reglamentan la sindicalización y las huelgas contra aquellos empleadores.
La NLRA, por otra parte, no cubre a los empleados gubernamentales, con la excepción de los empleados del Servicio Postal de los Estados Unidos, una entidad cuasi-pública. La Federal Labor Relations Act (Ley Federal de Relaciones Laborales) provee derechos más limitados para los trabajadores del gobierno federal; el Congreso, asimismo, ha incluso desprovisto un número de estos trabajadores en el Departamento de Seguridad Nacional de los Estados Unidos y en otros lugares de estas protecciones limitadas.
La ley federal no provee a los empleados de los gobiernos estatales y locales con el derecho a agremiarse o realizar actividades sindicales, excepto hasta el punto en que la Constitución de los Estados Unidos protege sus derechos a libertad de expresión y libertad de asociación. La constitución prevé aún menos protección al derecho de los empleados gubernamentales para entablar convenios colectivos de trabajo: mientras que prohíbe a los empleadores públicos de tomar represalias contra aquellos empleados que formen un gremio, no requiere que esos empleadores reconozcan el gremio, y mucho menos que deban negociar con él.
Muchos estados proveen a los empleados públicos con protecciones legales limitadas; algunos permiten que los empleados públicos hagan huelga en reclamo de sus demandas en algunos casos. Algunos estados, sin embargo, particularmente los del Sur, ilegalizan que cualquier entidad gubernamental entable convenios colectivos de trabajo con un gremio.
La NLRA no cubre a los empleados domésticos y agricultores. Algunos estados han promulgado leyes laborales similares aquellas de la NLRA, cubriendo agricultores.
Finalmente, la NLRA no cubre a los empleados en las industrias ferroviarias y de aerolíneas. Estos son cubiertos por la Railway Labour Act (Ley de Trabajo Ferroviario, RLA por sus siglas en inglés), aprobada en 1926 y luego enmendada en 1936 para cubrir a los empleados de aerolíneas. La RLA crea una estructura completamente distinta para resolver disputas laborales, requiriendo negociaciones bajo supervisión gubernamental indirecta y permitiendo huelgas en una cantidad limitada de circunstancias.
La Ley Norris-LaGuardia de 1932 prohibía la expedición de medidas cautelares en disputas laborales en las cortes federales. Mientras la ley no previene que las cortes estatales expidan medidas cautelares, terminó lo que algunos observadores llamaron “gobierno por medida cautelar”, en el que las cortes federales utilizaban medidas cautelares para prevenir que los gremios estuvieran en huelga, se sindicalizaran y, en algunos casos, incluso hablaran con trabajadores. Aproximadamente la mitad de los estados han promulgado su propia versión de la Ley Norris-LaGuardia.
En su mayor parte, la NLRA y la RLA desplazan a leyes estatales que traten de regular el derecho a agremiarse, a huelga y a entablar convenios colectivos de trabajo. La NLRB posee jurisdicción exclusiva para determinar si un empleador ha cometido prácticas injustas de trabajo y para decidir qué remedios deben ser provistos. Los gobiernos estatales y locales pueden, por otra parte, imponen requerimientos cuando actúen como participantes de mercado, como cuando todos los contratistas firmen un acuerdo laboral para evitar huelgas cuando se construya un proyecto de obras públicas, que no podrían si quisieran regular directamente las relaciones laborales de esos trabajadores.
- NLRB v. Mackay Radio & Telegraph Co. 304 U.S. 333 (1938): los trabajadores en huelgan permanecen “empleados”
- United States v. Congress of Industrial Organizations, 335 U.S. 106 (1948), sostiene que el voto de miembros de un gremio para candidatos particulares al Congreso no viola la Ley Federal de Prácticas Corruptas, amentada por la Ley Taft-Hartley

## Regulación de salarios, beneficios y condiciones laborales

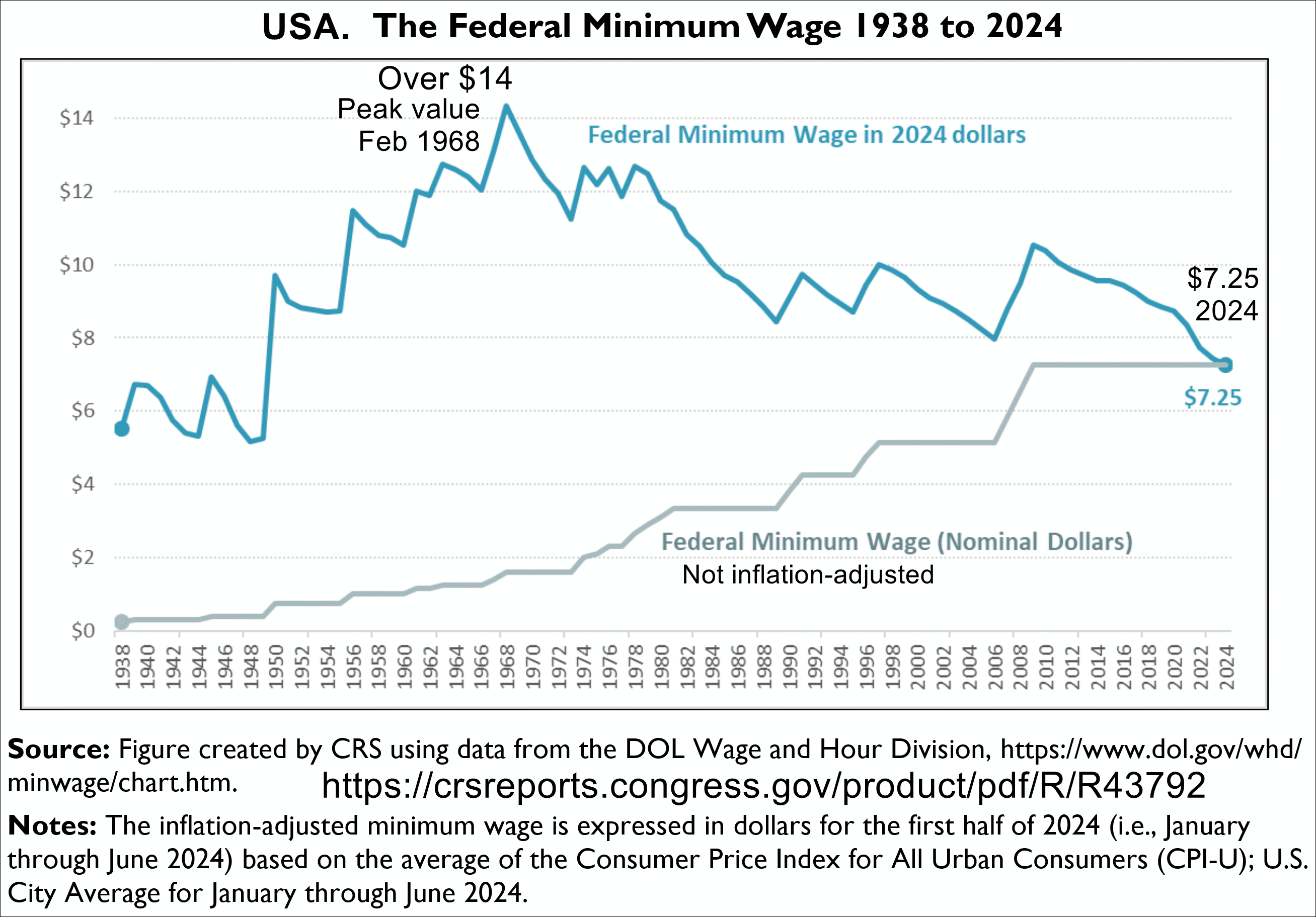
Un gráfico de los cambios en el salario mínimo. En celeste, salario real, y en azul el salario nominal.

La Fair Labor Standards Act (Ley de Normas Justas o Equitativas de Trabajo, FLSA por sus siglas en inglés) de 1938 establece un salario mínimo y derecho a horas extra para la mayor parte de los trabajadores del sector privado, con ciertas excepciones. El Congreso enmendó la ley en 1974 para abarcar empleados gubernamentales, lo que derivó en una serie de decisiones de la Corte Suprema de los Estados Unidos en los cuales la Corte dictaminó que la ley era inconstitucional, y luego se autorevirtió para que la FLSA abarcara a los empleados gubernamentales.
La FLSA no excluye a los gobiernos estatales y municipales de que provean mayores protecciones en sus propias leyes. Un número de estados promulgaron salarios mínimos mayores y extendieron sus leyes para cubrir a aquellos que no están provistos en la FLSA o para otorgar derechos que la ley federal ignora. Gobiernos municipales también han adoptado un número de leyes de "salario vital" que requieren que los empleadores paguen un salario mínimo mayor y den beneficios a sus empleados. El gobierno federal, junto con varios gobiernos estatales, requiere que los empleadores paguen el salario general, que típicamente refleja los estándares establecidos en convenios colectivos de trabajo de los gremios en el área.
La Employee Retirement Income Security Act (ERISA) establece estándares para el financiamiento y la operación de la pensión y cobertura médica proveídos por los empleadores hacia sus empleados. La ERISA excluye cualquier legislación estatal que quiera regular tales planes y cómo se administrar, y en un gran rango, qué tipos de cobertura médica proveen. ERISA también excluye leyes estatales que arguyan que un empleador discrimina a un empleado para prevenir que obtuviera los beneficios que habría obtenido de otro modo, o tomar represalias contra ellos por defender sus derechos.
La Family and Medical Leave Act, aprobada en 1993, requiere que los empleadores otorguen a los trabajadores con hasta doce semanas de licencia por enfermedad y continuación de la cobertura médica para atender a parientes cercanos o ellos mismos. Varios estados poseen provisiones legales comparables; algunos ofrecen mayores protecciones.
La Occupational Safety and Health Act (OSHA), promulgada en 1970 por el presidente Richard Nixon, crea estándares específicos para la seguridad laboral. La ley ha causado años de litigación por grupos industriales que han desafiado los estándares que limitan la cantidad de tiempo que se permite estar expuesto a químicos como el benceno. La ley también provee protección para denunciantes dentro de la propia empresa que denuncien ante autoridades gubernamentales sobre las condiciones inseguras, y otorga el derecho a rehusarse a trabajar a estos trabajadores, bajo ciertas circunstancias. La ley permite a los estados que tomen la administración de OSHA en sus jurisdicciones, en tanto y en cuanto adopten leyes estatales que protejan del mismo modo o más que la ley federal. Más de la mitad de los estados lo han hecho.

## Discriminación laboral ywhistleblowers

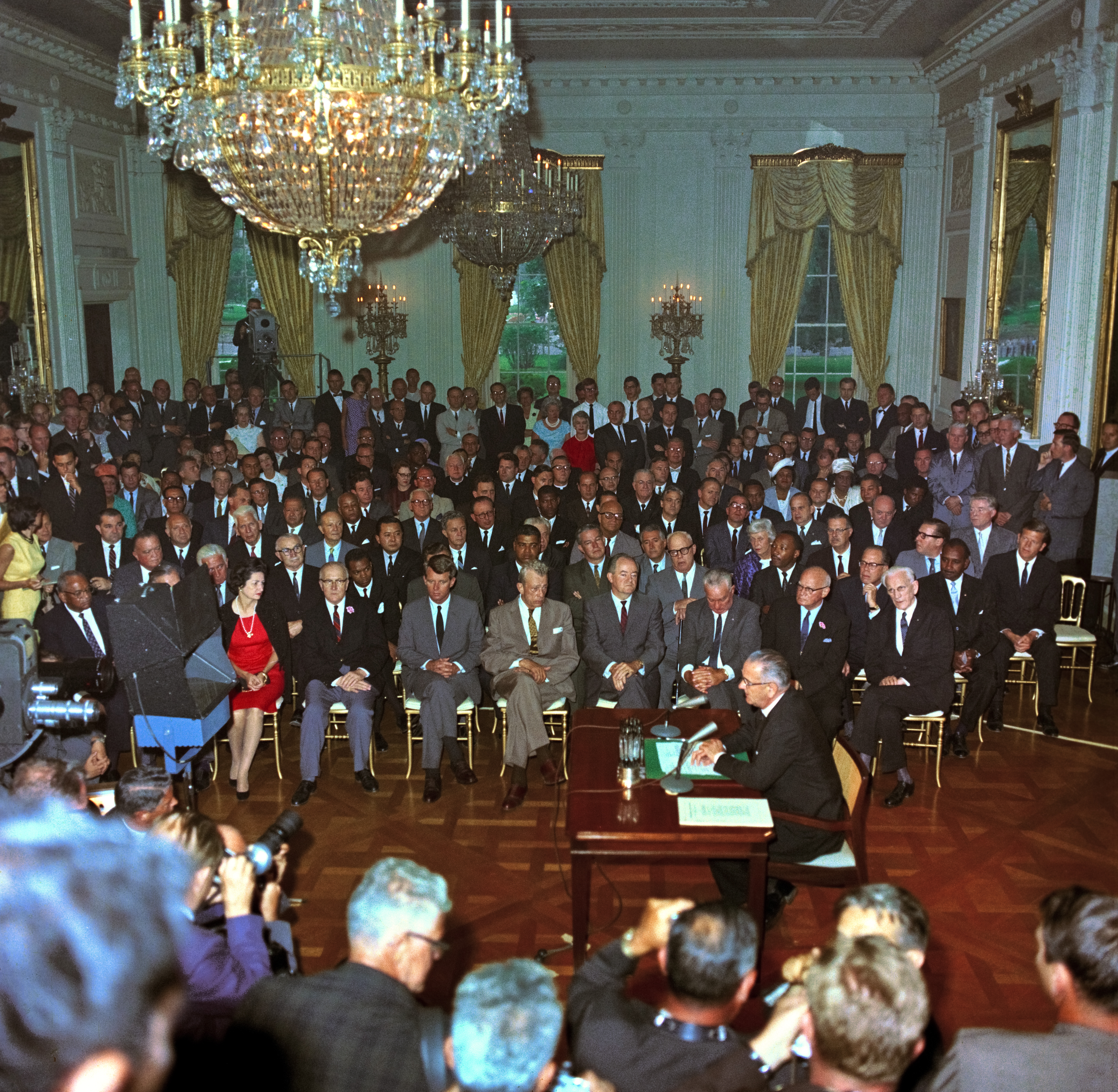
Presidente Lyndon B. Johnson habla por televisión antes de firmar la Ley de Derechos Civiles de 1964.

Mientras el Congreso aprobaba leyes que prohibían la discriminación racional en los empleados de sectores privados en 1766 con la Ley de Derechos Civiles Archivado el 12 de febrero de 2007 en Wayback Machine. de ese mismo año, la decisión de la Corte Suprema hizo que esa ley cayera en desusa por casi un siglo. El Congreso adoptó prohibiciones contra la discriminación racial durante la Segunda Guerra Mundial, pero no se aprobaron prohibiciones generales hasta que se aprobó el la Ley de Derechos Civiles de 1964, que prohibió toda discriminación laboral basada en raza, género, nacionalidad y religión. El Congreso enmendó la ley en 1972 para que abarcara a los empleados gubernamentales, en 1981 para ilegalizar la discriminación laboral sobre la base de un embarazo, y de nuevo en la Ley de Derechos Civiles de 1991 para revocar un número de decisiones de la Corte Suprema que limitaba derechos laborales.
El Congreso ha protegido los derechos de los trabajadores por más de 40 años en la Age Discrimination in Employment Act (Ley de Discriminación por Edad en el Empleo), aprobada en 1967, y la Americans with Disabilities Act de 1990. 
El Título VII fomenta a que los estados aprueben sus propias leyes antidiscriminación; gran parte de los estados, dejando fuera a los estados del sur, lo han hecho. Un número de gobiernos estatales y municipales también han promulgado estatutos que expanden los derechos de la ley federal, ya sea ofreciendo mayores protecciones, o legislando en áreas que la ley federal no cubre, como la discriminación basada en la orientación sexual o estado civil.
Los estados y el gobierno federal también han promulgado leyes que protegen a whistleblowers, es decir, denunciantes dentro de la misma empresa; estos estatutos varían ampliamente en qué conducta se protege, qué procedimientos se deben seguir, y qué remedios deben tomarse. Los empleados del sector públicos también están protegidos de represalias por parte de sus empleadores por ser whistleblowers gracias a la Primera Enmienda a la Constitución de los Estados Unidos.